# 남근중심주의
남근중심주의(Phallocentrism)는 남근(팔루스)나 남성기가 세상의 중심이라는 사상이다.
남근중심주의로 비판받은 대표적인 사상은 프로이트 심리학의 음경선망, 거세불안이라는 개념이며, 남근중심주의라는 용어도 이 논쟁 과정에서 만들어졌다.

## 같이 보기
- 남성중심주의(Androcentrism)
- 여성중심주의(Gynocentrism)